# Guatteria hirsuta
Guatteria hirsuta là loài thực vật có hoa thuộc họ Na. Loài này được Ruiz & Pav. mô tả khoa học đầu tiên năm 1798.